# Yūsuke Maeda
Yūsuke Maeda (japanisch 前田 悠佑 Maeda Yūsuke; * 23. November 1984 in Fukuoka) ist ein ehemaliger japanischer Fußballspieler.

## Karriere
Maeda erlernte das Fußballspielen in der Schulmannschaft der Chikuzen High School und der Universitätsmannschaft der Seinan-Gakuin-Universität. Seinen ersten Vertrag unterschrieb er 2007 beim Honda Lock SC. Am Ende der Saison 2008 stieg der Verein in die Japan Football League auf. 2012 wechselte er zum Ligakonkurrenten V-Varen Nagasaki. 2012 wurde er mit dem Verein Meister der Japan Football League und stieg in die J2 League auf. 2017 wurde er mit dem Verein Vizemeister der J2 League und stieg in die J1 League auf. Ende 2018 beendete er seine Karriere als Fußballspieler.